# Rodney (Schiff, 1927)
Die HMS Rodney (29) war ein Schlachtschiff der Royal Navy. Benannt nach Admiral George Rodney wurde sie 1927 als zweites von zwei Schiffen der Nelson-Klasse in Dienst gestellt. Während des Zweiten Weltkriegs durchlebte sie eine wechselhafte Geschichte, anfangs als Teil der Atlantic Fleet und später als Teil der Home Fleet. Dabei partizipierte sie sowohl an der erfolglosen Verteidigung der Alliierten gegen die deutsche Invasion in Norwegen, als auch an der Versenkung des deutschen Schlachtschiffes Bismarck. Weiter folgten Einsätze bei der Landung der Alliierten in Nordafrika, bei der Besetzung Siziliens, bei der Einnahme des Italienischen Festlandes und der Deckung der Landung in der Normandie. Den Abschluss der Kriegseinsätze bildeten Fahrten zum Schutz von Nordmeergeleitzügen. 1945 wurde das Schiff der Reserve zugeordnet, um im August 1946 endgültig außer Dienst genommen und bis 1948 abgewrackt zu werden.

## Geschichte
Die Rodney, benannt nach George Brydges Rodney, 1. Baron Rodney, dem Sieger in der Seeschlacht bei Kap St. Vincent, wurde am 28. Dezember 1922 bei Cammell Laird in Birkenhead auf Kiel gelegt. Schiffstaufe und Stapellauf fanden am 17. Dezember 1925 statt. Am 7. Dezember 1927 wurde das Schiff für den Einsatz im 2. Schlachtgeschwader der Atlantikflotte unter dem Kommando von Kapitän Henry Kitson in Dienst gestellt. die Baukosten betrugen 7,617 Millionen Pfund Sterling.
Nach weiteren ausgedehnten Seeerprobungen schloss sie sich am 28. März 1928 der Atlantikflotte an. Am 21. April wurde Kitson durch Kapitän Francis Tottenham abgelöst. Bis Mai 1930 ersetzte sie ihr Schwesterschiff Nelson als Flaggschiff. 1929 nahm die Rodney an den jährlichen kombinierten Manövern der Atlantik- und Mittelmeerflotte im Mittelmeer teil. Während ihres Besuchs in Torquay im Juli erhielt die Rodney den Befehl, H47, das am 9. Juli vor Milford Haven mit einem anderen U-Boot kollidiert war, zur Hilfe zu kommen. Nachdem die Rodney am Abend des 11. Juli an der Unglücksstelle eingetroffen war, konnten keine Überlebenden gerettet werden. Anschließend begab sich das Schiff nach Portsmouth, wo das Schiff einer Überholung unterzogen wurde, die bis Ende des Jahres dauerte. Nachdem Tottenham am 15. Dezember von Kapitän Andrew Cunningham abgelöst worden war, beförderte sie im Juni 1930 eine Delegation des Britischen Parlaments nach Reykjavík anlässlich der 1000-Jahr-Feier des isländischen Parlaments. Am 16. Dezember wurde Cunningham durch Roger Bellairs abgelöst, der Mitte September 1931 in die Meuterei von Invergordon involviert war, bei der die Besatzung der Rodney sich weigerte aufgrund von Soldkürzungen ihren Pflichten nachzukommen. Da die Admiralität unzufrieden war mit der Art und Weise, wie Bellairs die Besatzung während der Meuterei behandelt hatte, ordnete man an, dass er am 12. April 1932 von Kapitän John Tovey abgelöst werden sollte. Im Rahmen der Umstrukturierung der Flotte im März 1932 wurde die Atlantic Fleet in Home Fleet umbenannt, wodurch die Rodney Teil dieser neuen Flotte wurde. Nachdem die Nelson im Januar 1934 vor Portsmouth auf Grund gelaufen war, übernahm die Rodney die Aufgaben des Flottenflaggschiffs unter dem Kommando von Admiral William Boyle. Zusammen mit dem Rest der Flotte besuchte sie die Karibik und Norwegen. Am 31. August wurde Kapitän Tovey von Wilfred Custance abgelöst. Im folgenden Jahr besuchte sie zwischen dem 15. Januar und 17. März erneut die Karibik, die Azoren und Gibraltar. Kapitän William Whitworth löste Custance am 21. Februar 1936 ab, der wiederum am 25. Juli von Kapitän Ronald Halifax abgelöst wurde. Am 16. Juli 1935 nahm die Rodney an der Flottenschau anlässlich des 25. Thronjubiläums von König George V. in Spithead teil. Zwischen Juni 1937 und Februar 1938 ersetzte sie die Nelson erneut als Flaggschiff. Ebenfalls im Februar besuchte sie zusammen mit der Nelson Lissabon. Im Juli 1937 besuchte sie Oslo und am 16. August wurde Kapitän Witworth von Edward Syfret abgelöst.

### Zweiter Weltkrieg
Bei Beginn des Krieges am 3. September 1939 patrouillierte die Rodney vor Island, Norwegen und Schottland. Am 24. September kam die Rodney zusammen mit der Flotte dem U-Boot Spearfish zu Hilfe, das vor Helgoland auf eine Seemine gelaufen war. Dabei wurden die Schiffe von der Luftwaffe entdeckt und angegriffen, erlitten jedoch keine größeren Schäden.
Nachdem Syfret am 21. November von Kapitän Frederick Dalrymple-Hamilton abgelöst worden war, erhielt das Schiff Befehl, nach den deutschen Schiffen Scharnhorst und Gneisenau zu suchen, die am 23. November den Hilfskreuzer Rawalpindi vor Island versenkt hatten. Aufgrund des schlechten Wetters konnten die deutschen Schlachtschiffe ihren Verfolgern jedoch entkommen und nach Deutschland zurückkehren.
Am 27. Februar wurde das Schiff von König Georg VI. und Königin Elisabeth besucht. Am 7. März brachte es Winston Churchill nach Scapa Flow, wo die Home Fleet trotz der Gefahr deutscher Luftangriffe stationiert war.

#### Norwegen
Als Admiral Sir Charles Forbes, Oberbefehlshaber der Homefleet, am 7. April erfuhr, dass deutsche Kriegsschiffe in Richtung Norwegen gesichtet wurden, stach die Rodney zusammen mit einer Flottille aus 14 Schiffen in Richtung Shetland in See. Am 9. April wurde das Schiff vor der südwestlichen Küste Norwegens von einer 500-Kilogramm-Bombe getroffen. Die Bombe explodierte, nachdem sie auf dem Oberdeck hinter dem Schornstein eingeschlagen war. Ihre Splitter durchschlugen mehrere Decks, bevor sie an dem 101 mm dicken Panzerdeck abprallten und einen Brand in der Kombüse auslösten. Drei Männer wurden durch die Bombe verwundet, fünfzehn weitere erlitten Verbrennungen, als das zur Brandbekämpfung verwendete Wasser auf einen Verteilerkasten lief. Die Besatzung führte provisorische Reparaturen durch und das Schiff blieb auf See, bis es am 17. April in Scapa Flow vor Anker ging.
Am 23. August wurde die Rodney von Scapa Flow nach Rosyth verlegt und erhielt den Befehl, die deutsche Invasionsflotte im Ärmelkanal anzugreifen.

#### Geleitschutz
Zwischen November und Dezember wurde sie als Geleitschutz für Konvois von Großbritannien nach Halifax eingesetzt, nachdem der schwere Kreuzer Admiral Scheer den Hilfskreuzer Jervis Bay kurz zuvor versenkt hatte. Im darauffolgenden Monat wurde die Rodney beauftragt, Konvoi HX 93 aus Halifax nach Hause zu eskortieren. Dabei geriet das Schiff am 6. Dezember in einen starken Sturm, der Lecks in der Rumpfbeplankung verursachte und zu mäßigen Überschwemmungen führte. Am 18. Dezember begannen die Reparaturen in Rosyth, die eine strukturelle Verstärkung der Rumpfbeplattung und eine allgemeine Verstärkung der vorderen Rumpfstruktur umfassten. Im Januar 1941 beteiligte sie sich an der Suche nach der Scharnhorst und Gneisenau. Am 16. März wurden beide Schiffe gesichtet, doch konnte man keinen Kontakt zu den Schiffen herstellen.

#### Bismarck
Nachdem die Bismarck am Morgen des 24. Mai in der Schlacht in der Dänemarkstraße den Schlachtkreuzer Hood versenkt hatte, erhielt die Rodney den Befehl, sich an der Verfolgung des deutschen Schiffes zu beteiligen. Nachdem der Kontakt zur Bismarck mehrmals verloren gegangen war, wurde sie am 27. Mai um 8:44 von der Rodney gesichtet, die kurz darauf das Feuer auf das 21 Kilometer entfernte deutsche Schiff eröffnete. Die ersten Schüsse verfehlten ihr Ziel, aber gegen 9:02 Uhr traf sie den Gegner, wobei sie den vorderen Geschützturm und die Brücke schwer beschädigte. Der Bismarck gelang es ihrerseits, die Rodney mit Granatsplittern zu beschädigen, bevor ihre vorderen Geschütze außer Gefecht gesetzt wurden.
Während die Rodney wendete, um den Geschützturm „X“ in Stellung zu bringen, setzte es sich dem Feuer der hinteren Geschütztürme der Bismarck aus, deren Granaten die Rodney jedoch nur streiften.
Mit abnehmender Entfernung feuerte sie mehrere Torpedos auf die Bismarck ab. Gegen 09:31 Uhr traf die Rodney das linke Rohr des unteren achteren Geschützturms der Bismarck und löste einen Brand im Turm aus. Durch das kombinierte Feuer der Rodney, King George V und den schweren Kreuzern Norfolk und Dorsetshire konnten sämtliche 38 cm Kanonen ausgeschaltet werden.
Die Rodney näherte sich der Bismarck auf Kernschussweite und begann, das deutsche Schiff mit einer vollen Breitseite zu bestreichen. Nachdem Dalrymple-Hamilton gegen 10:16 Uhr den Schlachtschiffen den Befehl gegeben hatte das Feuer einzustellen, feuerte die Dorsetshire drei weitere Torpedos auf das zu diesem Zeitpunkt bereits in Flammen stehende Schiff. Um 10:40 Uhr begann die Bismarck schließlich 550 Seemeilen vor Brest zu sinken.

#### Force H
Am 12. Juni begab sich die Rodney nach Boston, um ihre im Gefecht erlittenen Schäden zu beheben. Nach Abschluss ihrer Reparaturen verließ das Schiff unter ihrem neuen Kapitän James Rivett Carnac die USA in Richtung Bermuda. Von Dort fuhr sie nach Gibraltar, wo sie sich bei ihrer Ankunft am 24. September der Eingreiftruppe Force H anschloss. Dort beteiligte sie sich an Operation Hellebarde, bei der sie dem Flugzeugträger Ark Royal Geleitschutz gab.

#### 1942
Im November kehrte sie nach Großbritannien zurück und  wurde bei ihrer Ankunft dem 2. Schlachtgeschwader der Home Fleet zugewiesen. Anschließend wurde sie nach Island beordert um der potentiellen Bedrohung durch deutsche Schiffe im Nordatlantik zu begegnen. Nachdem sie von Februar bis Mai 1942 in Liverpool überholt worden war, erhielt sie den Befehl, sich der Eastern Fleet anzuschließen. Nachdem sie am 31. Mai Clyde in Richtung Freetown verlassen hatte, wurde sie zwei Monate später zurückbeordert, um im Rahmen von Operation Pedestal Konvoi WS 21S Geleitschutz zu geben. Am 11. August entdeckten italienische Aufklärungsflugzeuge den Konvoi bei der Durchfahrt durch die Straße von Gibraltar. U-73 eröffnete mit der Versenkung des Flugzeugträgers Eagle am Nachmittag den Angriff der Achsenmächte auf den Konvoi und seine Eskorte. Später am Abend wurde das Schlachtschiff von zwei Bombern erfolglos angegriffen. Am 12. August um 07:45 Uhr wurde das Schiff erneut von Torpedobombern angegriffen konnte aber sämtlichen Torpedos ausweichen. Das Schiff erhielt mehrere Beinahe Treffer und gegen 14:00 Uhr begann die Ruderanlage zu versagen, konnte aber von den Ingenieuren halbwegs funktionsfähig gehalten werden. Um 18:42 Uhr wurde die Rodney von Junkers Ju 87 angegriffen. Das Schiff war zwar in der Lage, einen der Angreifer abzuschießen, doch eine panzerbrechende Bombe traf Turm X, wobei vier Royal Marines verwundet wurden. Nachdem das Schiff zwei weiteren Bomben ausgewichen war, verschlimmerten sich die Probleme der Ruderanlage. Nachdem der Konvoi am 14. August in Gibraltar eingetroffen war, kehrte die Rodney in die Heimat zurück, wo sie anschließend in Rosyth repariert wurde.

#### Nordafrika
Nachdem die Reparaturen am 16. September abgeschlossen waren, traf die Rodney am 23. September wieder in Scapa Flow ein, wurde aber unmittelbar darauf nach Loch Cairnbawn beordert, wo sie bei der Vorbereitung auf die Operation Title Tauchern als Übungsobjekt für das Anbringen von Haftminen dienen sollte. Die Rodney kehrte am 29. September nach Scapa Flow zurück, wo sie sich auf die geplante Invasion in Nordafrika vorbereitete. Am 23. Oktober verließ sie Scapa Flow in Richtung Gibraltar und schloss sich bei ihrer Ankunft erneut Force H an. Die Rodney sollte zusammen mit Force H die Landungen in Algier und Oran decken, falls die Marine Nationale oder die Regia Marina versuchen sollten, einzugreifen. Da dies nicht der Fall war, erhielt die Rodney Befehl am 8. November Fort du Santon im Hafen von Mers-el-Kebir zu vernichten. Die Rodney gab mehrere Salven auf die Befestigungsanlagen, bevor sie sich wegen eines gemeldeten U-Boots zurückziehen musste. Später am Nachmittag nahm das Schiff das Feuer wieder auf. Als die Rodney ihren Angriff am Morgen des 9. Novembers fortsetzen wollte, eröffneten die französischen Geschütze das Feuer auf das sich nähernde Schlachtschiff. Daraufhin zog sich die Rodney zurück und setzte ihren Beschuss mit Hilfe eines Aufklärers an Land fort. Es zeigte sich, dass ihr bisheriger Beschuss keine große Wirkung auf das Fort gehabt hatte. Daraufhin setzte das Schiff den Beschuss des Forts trotz der Anwesenheit von amerikanischen Truppen in der Nähe fort, wodurch die Franzosen schließlich gezwungen waren zu kapitulierten.

#### Sizilien und Italien
Im Mai kehrte sie in die Heimat zurück, um sich auf die bevorstehende Invasion auf Sizilien vorzubereiten. Obwohl Teil von Force H, war sie an keinerlei Kampfhandlungen während des Unternehmens beteiligt. Am 31. August bombardierte die Rodney gemeinsam mit der Nelson die Küstenstellungen bei Reggio di Calabria zur Vorbereitung von Operation Baytown. Anschließend unterstützte sie die Landung in Salerno am 9. September. Am 25. September wurde Rivett-Carnac von Kapitän Robert FitzRoy abgelöst. Am 5. November 1943 kehrte das Schiff nach Großbritannien zurück, wo es sich wieder der Home Fleet anschloss.

#### Normandie
Am 6. Juni 1944 beschoss die Rodney in der Nähe von Le Havre die Küstenverteidigungsanlagen. In der Nacht auf den 7. Juni wurde das Schiff zur Unterstützung an Sword Beach beordert, wobei es in der Dunkelheit LCT 427 rammte das daraufhin sank. Kurz darauf rammte die Rodney ein weiteres LCT. Am 8. Juni bombardierte  sie Ziele nördlich von Caen und am 12. August Küstenbatterien auf Alderney. In der Nacht vom 23. auf den 24. Juni wurde das Schiff zweimal erfolglos von Junkers-Ju-88-Bombern angegriffen. Am 26. Juni leistete sie Unterstützung während der Operation Epsom und unterstützte vom 4. bis 5. Juli den Angriff auf Carpiquet. Außerdem beteiligte sie sich in den späten Abendstunden des 7. Juli am Bombardement der Vororte von Caen, bei dem im Rahmen der Operation Charnwood Bomber und Schiffsartillerie den Weg für den am 8. Juli beginnenden Frontalangriff auf die Stadt Caen ebnen sollten, bei dem etwa 3000 französische Zivilisten starben. Nach Einnahme der Stadt wurde festgestellt, dass sich weder deutsche Geschütze noch Panzer oder Tote im Zielgebiet befunden hatten.

#### Geleitschutzaufgaben 1944
Nach einem zweiwöchigen Aufenthalt vor der Isle of Portland traf das Schiff am 27. August in Devonport ein, um Reparaturen durchzuführen. Nach Abschluss der Reparaturen kehrte sie nach Scapa Flow zurück und lief am folgenden Tag aus, um Konvoi JW 60 nach Murmansk zu begleiten. Nach einer ereignislosen Überfahrt ging das Geleitschiff am 23. September in Vaenga vor Anker. Admiral Arseni Golowko besuchte das Schiff drei Tage später, um die Vorkehrungen für die Verteidigung der Geleitzüge zu koordinieren. Am 28. September geleitete sie Konvoi RA 60 zurück nach Großbritannien. Dabei gelang es deutschen U-Booten, zwei Schiffe des Konvois zu versenken. Bei Ankunft in Scapa Flow wurde sie Flaggschiff der Heimatflotte unter Admiral Sir Henry Moore.

#### 1945 und Nachkriegszeit
Ende September 1945 besuchten König Georg VI. und Königin Elisabeth zusammen mit ihren Töchtern Elisabeth und Margaret das Schiff. Im November 1945 wurde die Rodney der Reserve zugewiesen und im März 1948 an T.W. Ward & Co. zum Abwracken verkauft.

## Technik

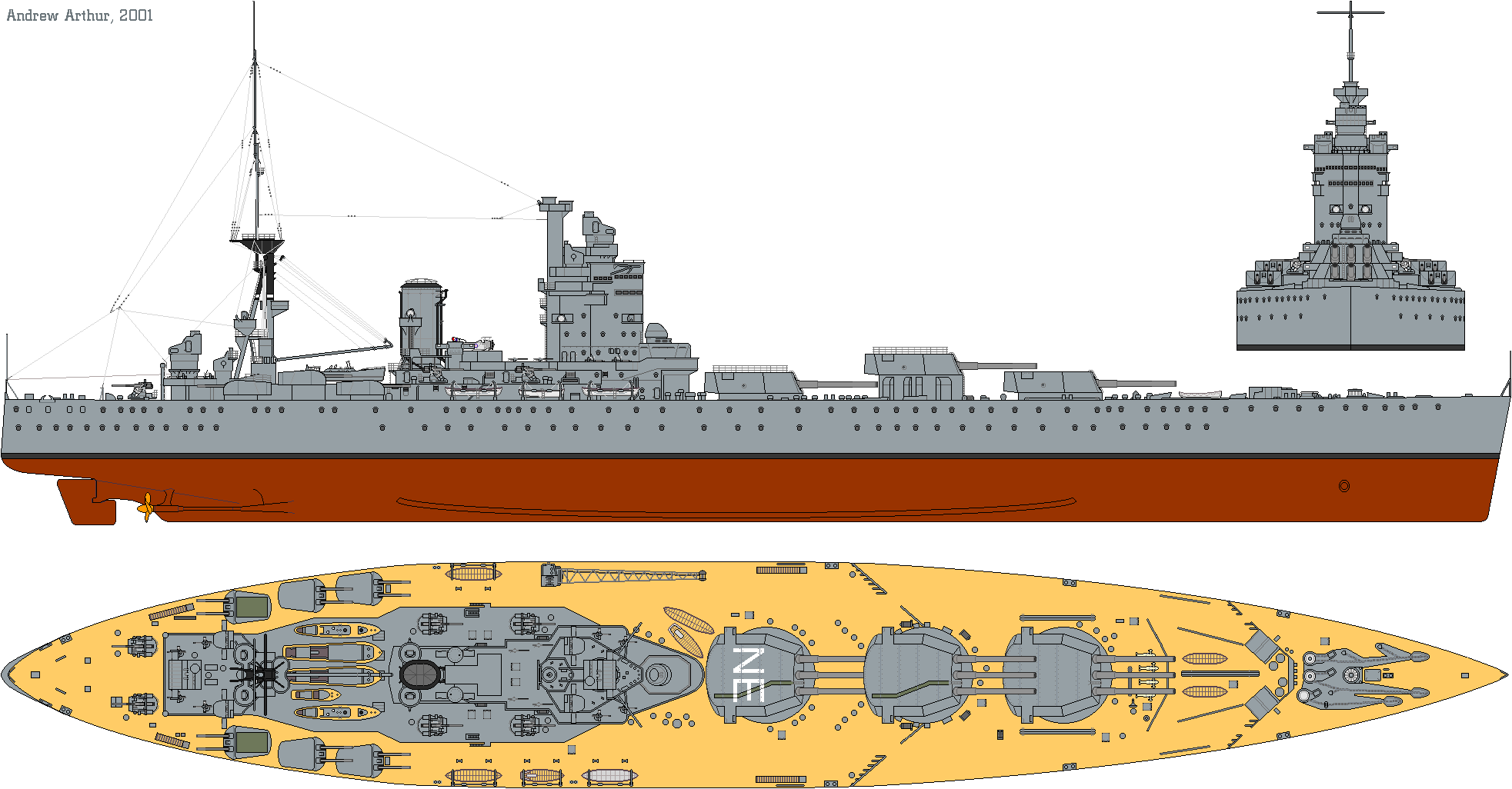
Rechter Aufriss und Draufsicht.

Das Schiff hatte eine Gesamtlänge von 216,40 m, eine Breite von 32,30 m und einen Tiefgang von 9,20 m bei. Die Verdrängung lag  zwischen 34.271 t und 38.030 t.

### Antrieb
Die Rodney waren mit zwei Brown-Curtis Dampfturbinen ausgestattet, die jeweils eine Welle antrieben und insgesamt 45.000 Shp (33.500 kW) entwickelten, mit der sie eine Höchstgeschwindigkeit von 23,8 Knoten (44 km/h) erreichte. Der Dampf wurde von acht Admiralty-Wasserrohrkesseln geliefert. Das Schiff konnte maximal 3.860 t Heizöl mitführen, was ihm bei 16 Knoten (30 km/h) eine Reichweite von 7000 Seemeilen (13.000 km) ermöglichte. Die Besatzung bestand aus 1.361 Mann plus Offizieren.

### Bewaffnung

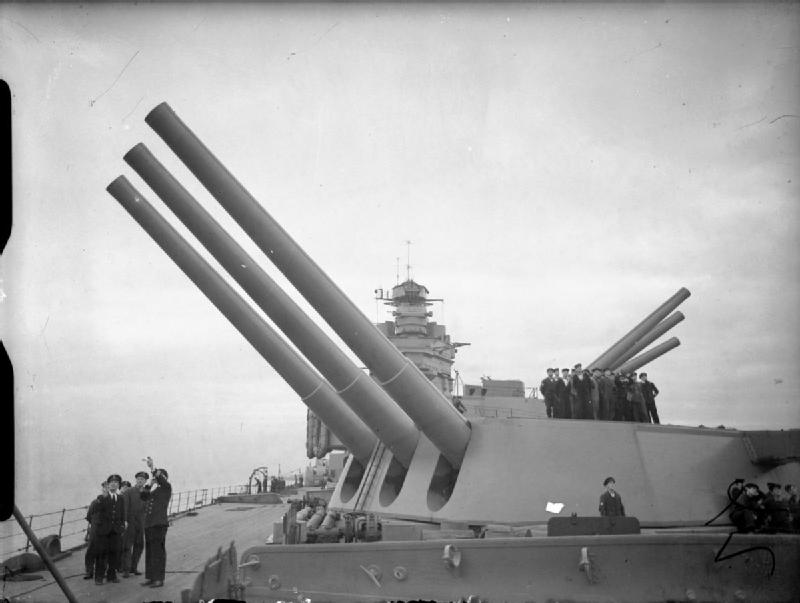
406-mm-Geschütze

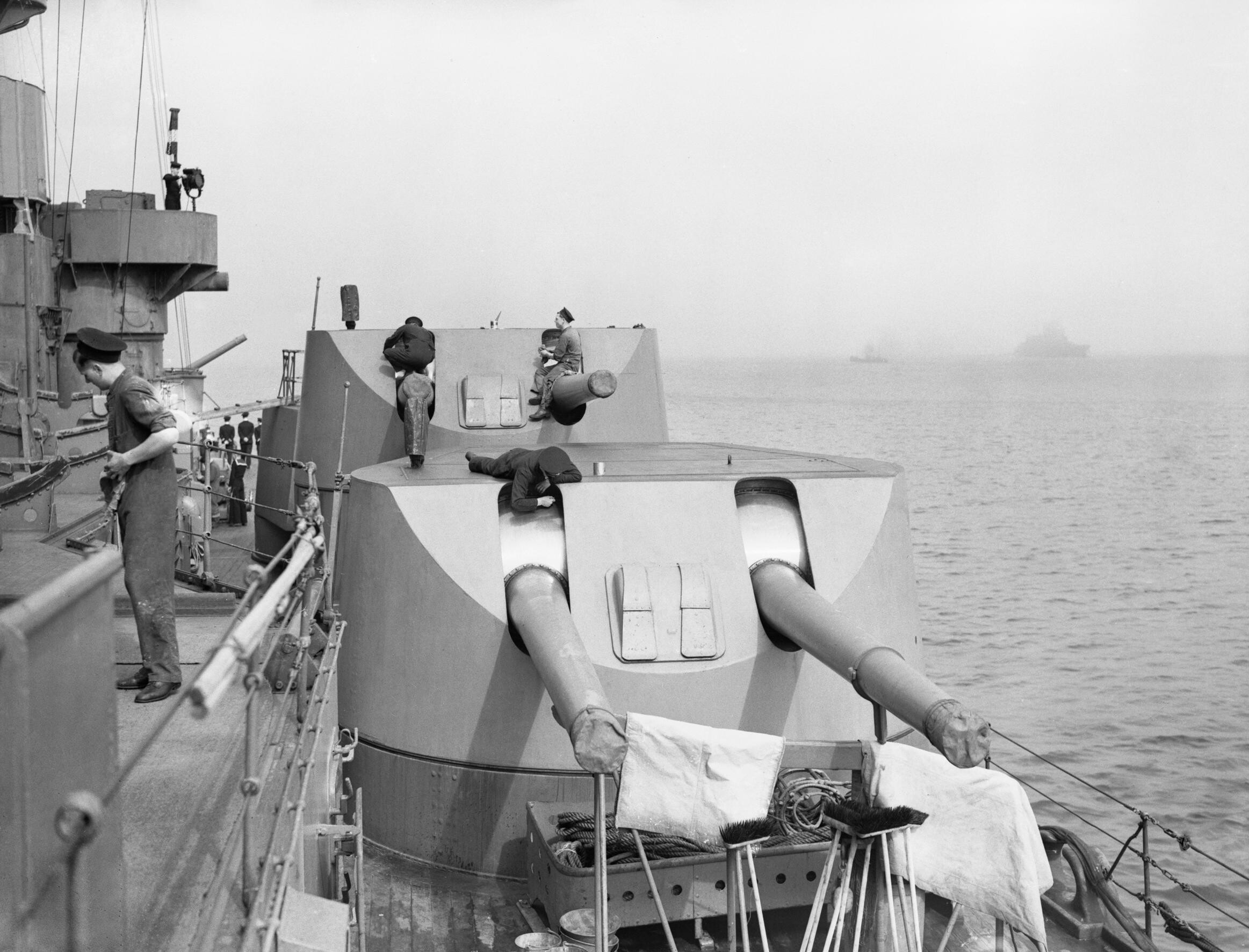
152 mm Geschütz

Die Hauptbewaffnung bestand aus neun 406-mm-Geschützen in drei Drillingsgeschütztürmen mit einem Gewicht von 1.503 t vor den Aufbauten. Die Geschütze wurden von vorne nach achtern mit „A“, „B“ und „C“ bezeichnet. Die Kanonen hatten bei einer maximalen Elevation von 40 Grad und einer Mündungsgeschwindigkeit von 788 m/s eine Reichweite von 34.700 m. Sie verschossen dabei ein etwa 920 kg schweres AP-Geschoss das in der Lage war auf 13.716 m eine Panzerung von 360 mm zu durchschlagen.
Die Sekundärbewaffnung bestand aus zwölf 152-mm-Geschützen in Zwillingstürmen auf Mk XVIII Lafetten hinter den Aufbauten, drei auf jeder Breitseite.
Die etwa 9 t schweren Geschütze hatten bei einer maximalen Elevation von 43 Grad und einer Mündungsgeschwindigkeit von 879 m/s eine Reichweite von 22.860 m. Sie verschossen rund 50 kg schwere Granaten mit einer Kadenz von fünf bis sechs Schuss pro Minute. Die Türme waren mit einer in weiten Teilen automatischen Munitionszuführung ausgerüstet, so dass ihr Geschützmannschaft und die Größe der Türme reduziert werden konnten. Ohne nennenswerte Panzerung machte sie ihre dicht gedrängte Aufstellung in zwei Dreiergruppen auf dem Achterschiff verwundbar. Die Munitionsbunker und Umladeräume für Munition waren entsprechend komplex ausgebaut, um bei Explosionen in den Türmen das Durchschlagen der Stichflammen über das Transportsystem in den Bunker zu verhindern. Die Flugabwehr bestand aus sechs 120 mm Schnellfeuergeschützen und acht 40 mm pom-pom Maschinenkanonen in Einzellafetten. Außerdem waren die Schiffe mit fünf 8 mm Maxim- und achtzehn Lewis Maschinengewehren sowie zwei Unterwasser-Torpedorohre für den Mk I 622 mm Torpedo ausgestattet.

### Sensoren und Feuerleitsystem
Die Rodney war mit zwei Feuerleitrechnern mit 4,60 m Entfernungsmessern für die Hauptbewaffnung ausgestattet. Einer über der Brücke der andere am hinteren Ende des Aufbaus. Jeder Geschützturm war zusätzlich mit einem 12,5 m Entfernungsmesser versehen. Auf dem Dach des Kommandoturms befand sich in einer gepanzerten Haube ein Ersatzfeuerleitrechner für die Hauptbewaffnung. Die Sekundärbewaffnung war mit vier Feuerleitrechnern, und jeweils 3,70 m Entfernungsmessern ausgerüstet. Zwei befanden sich auf dem Brückendach zu beiden Seiten des vorderen sowie zwei neben dem hinteren Hauptfeuerleitrechner. Die Feuerleitrechner für die Flugabwehr waren mit einem 3,65 Steilwinkel-Entfernungsmesser ausgestattet und befanden sich auf einem Turm hinter dem Hauptfeuerleitrechner. Die zwei Feuerleitrechner für die Torpedos waren mit 4,60 -Entfernungsmessern ausgestattet und waren hinter dem Schornstein positioniert.

### Panzerung

Panzerungsschema der Nelson-Klasse

Der Panzergürtel der Schiffe bestand aus 365-mm-Krupp-Zementstahl und erstreckte sich mittschiffs 117 m von der vorderen Barbette bis zum Maschinenraum achtern, wo er sich auf 330 mm verjüngte. Die Enden der gepanzerten Zitadelle wurden durch Querschotten aus unzementierter Panzerung mit einer Dicke von 203 bis 305 mm am vorderen Ende und 102 bis 254 m am hinteren Ende abgeschlossen. Die Front der Hauptgeschütztürme war 406 mm und die Seiten 229 bis 279 mm dick während die Dachpanzerplatten eine Dicke von 184 mm aufwiesen. Die Panzerung der Barbetten war zwischen 305 und 381 mm dick. Die Schiffe besaßen ein gepanzertes Deck mit 159 mm über den Hauptgeschützmagazinen und 95 mm über den Maschinenräumen und den Sekundärmagazinen. Hinter den Aufbauten war das Deck 108 mm in Höhe der Unterkante der Gürtelpanzerung. Die Panzerung des Kommandoturms war 305 bis 356 mm dick und hatte ein 170 mm dickes Dach. Die Sekundärgeschütztürme waren durch eine 25–38 mm dicke Panzerung geschützt. Der Unterwasserschutz bestand aus einem 1,5 m Doppelboden und einem Torpedoschutzsystem.

### Modifikationen

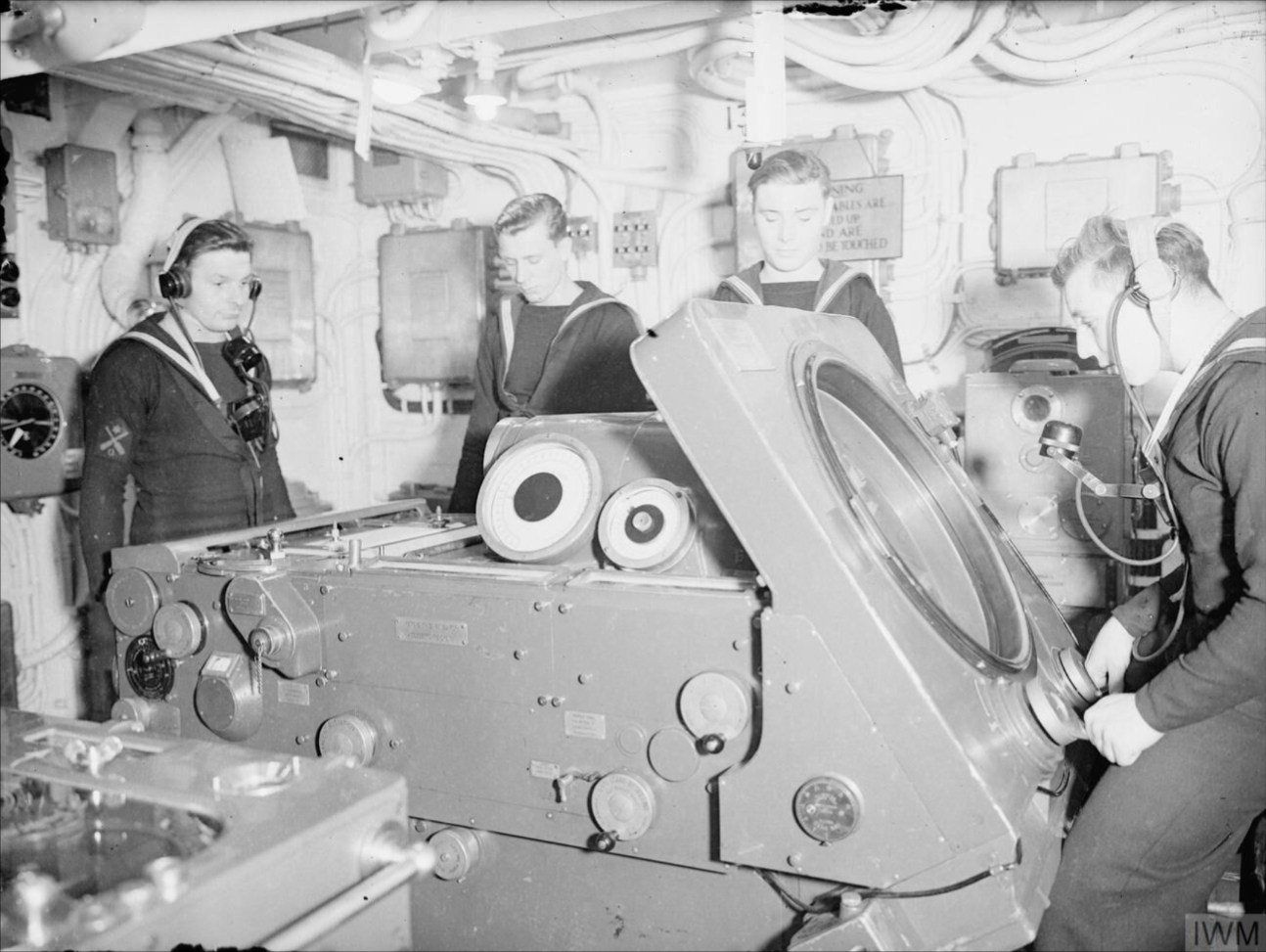
High Angle Control System Feuerleitrechner Mk IV an Bord der HMS Duke of York. Der Bediener für die Vorhaltedaten sitzt vor dem Bildschirm. Der Bediener der Entfernungsanzeige steht direkt gegenüber.

Die Steilwinkel-Feuerleitrechner und der Entfernungsmesser sowie deren Plattform wurden im März 1930 durch eine neue runde Plattform für das High Angle Control System (HACS) Mk I ersetzt. Im Juli 1932 wurden die einzelnen Zweipfünder-Geschütze und Torpedofeuerleitrechner an Steuerbord entfernt und durch eine einzelne Achtfach-Zweipfünder-„Pom-Pom“-Lafette ersetzt. Zusätzlich wurde ein 2,7-m-Entfernungsmesser auf der Rückseite des Brückendachs angebracht. Zwischen 1934 und 1935 wurden zwei Vierfachlafetten für Vickers 12,7 mm Flak auf den vorderen Aufbauten angebracht. Außerdem wurde ein Flugzeugkatapult auf dem Dach des „X“-Turms installiert. 1937 wurde ein zusammenklappbarer Kran an der Brücke hinzugefügt, um die Flugzeuge ins Wasser und aus dem Wasser zu heben. An Bord wurde zunächst eine Wasserflugzeugversion des Torpedobombers Fairey Swordfish eingesetzt, die jedoch bald durch ein Amphibienflugzeug vom Typ Supermarine Walrus ersetzt wurde. Im Oktober 1938 wurde auf dem Achterdeck eine weitere Achtfach-Pom-Pom"-Lafette angebracht, und am Mast wurde der Prototyp eines Frühwarnradarsystems vom Typ 79Y installiert. Zwischen 1940 und 1941 wurde der Typ 79Y Radar durch den Typ 279 ersetzt. Von 1941 bis 1942 wurden zwischen sieben und neun 20 mm Flakgeschütze an verschiedenen Stellen an Backbord und Steuerbord der Aufbauten, um und hinter der Brücke, auf dem B-Turm und der Kommandoturmhaube angebracht. Außerdem wurde ein Typ 285 Radar für die Kontrolle der 120-mm-Geschütze und ein Typ 283 für die Pom Poms eingebaut. Die Plattform des Feuerleitstandes an der Spitze des Fockmastes wurde erheblich vergrößert. Feuerleitrechner für die leichte Flugabwehr wurden auf den Plattformen für die ehemaligen 12,5-mm-Geschütze am hinteren Teil des Brückenturms, auf dem Großmast, sowie vor und hinter den 406-mm-Geschützen angebracht.  Die Glattrohrraketenwerfer wurden von den Türmen 'B' und 'C' entfernt. Alle Änderungen wurden bis Mai 1942 durchgeführt. Ab Mai wurde das Radar Typ 279 entfernt und durch Typ 281 ersetzt. Zusätzlich wurden an beiden Masten Antennen, sowie ein Oberflächensuchradar Typ 271, mit einer sogenannten Doppel-Käse-Antenne in einem laternenähnlichen Radom auf dem Großmast angebracht. Außerdem wurde ein Radar Typ 291 an der Spitze des Vormastes installiert. Im August 1943 wurden 35 20 mm Flak-Einzelgeschütze auf dem B- und C-Turm auf dem Achterdeck eingebaut. Das Radar Typ 271 wurde durch Typ 273 ersetzt und ein zusätzlicher Feuerleitrechner für die leichte Flak wurde auf dem Kommandoturm angebracht. Das Katapult wurde entfernt und die 120 mm Flak mit Schilden versehen. 1944 erhielt die Rodney eine zusätzliche 20 mm Flak und Raketenabwehr vom Typ 650. Von Juli 1944 bis Januar 1945 wurde der Feuerleitrechner für die Hauptbewaffnung über dem Kommandoturm entfernt. Die leichten Flakgeschütze wurden um 4 Vierfachlafetten für 40 mm Flak ergänzt. Einige der Feuerleitrechner der Pom Poms wurden entfernt, um Platz für zusätzliche 20 mm Flak zu schaffen. 283 RDF Feuerleitrechner wurden über und hinter dem vorderen Paar der 40 mm Flak an Back- und Steuerbord der Aufbauten, sowie vor und hinter dem Großmast angebracht. Ende 1944 wurde Raketenabwehr vom Typ 650 sowie eine Antenne an der Stirnseite der Brücke installiert.